# Acidiostigma apicale
Acidiostigma apicale är en tvåvingeart som först beskrevs av Mario Bezzi 1913.  Acidiostigma apicale ingår i släktet Acidiostigma och familjen borrflugor. Inga underarter finns listade i Catalogue of Life.